# Pegesimallus moerens
Pegesimallus moerens là một loài ruồi trong họ Asilidae. Pegesimallus moerens được Wiedemann miêu tả năm 1828.